# QCM-D
QCM-D（散逸測定型水晶振動子マイクロバランス、quartz crystal microbalance with dissipation monitoring）とは水晶振動子マイクロバランス（QCM）の一種であり、後述のリングダウン法に基づき表面科学分野で使用される装置である。
QCM-D は界面の共鳴センシングに用いられる。用途は液体環境での膜厚（吸着したタンパク質層の厚さなど）の測定が最も多い。また、膜厚以外の試料特性、特に層の柔らかさの精密な調査にも使用される。

## 測定方法
共鳴振動子の応答手法として、1954年 に確立されたリングダウン法があり、水晶振動子マイクロバランス（QCM）の分野では平尾ら およびRodahl らの論文に記述されている。QCMの振動部分は一対の電極で挟まれた薄く小さい水晶の円盤であり、両側の電極に交流電圧をかけると、水晶はその共鳴振動数で振動する。 交流電圧を止めると水晶の振動は指数関数的に減衰する（「リングダウン」）。この減衰を記録し、共鳴振動数（f）とエネルギー散逸因子（D）を抽出する。 Dは、系に蓄えられた総エネルギーに対する1振動周期あたりのエネルギー損失と定義され、共鳴帯域を共鳴振動数で割った商に等しい。 他に、導電スペクトルから帯域幅を決定するQCM装置もある。 QCM-Dはリアルタイムで動作し、ラベリングが不要であり、高感度な表面を持つ。 現在のQCM-D機器は1秒あたり200以上のデータポイントを測定できる。
共鳴振動数の変化（Δf）は主にセンサー表面で吸着・放出した質量によるものである。 質量センサーとして使用される場合、この装置の感度は製造業者によると約 0.5 ng/cm2 である。散逸因子の変化（ΔD）は主に粘弾性（柔らかさ）によるものであり、さらに柔らかさはセンサー表面に付着した膜の構造変化と関連していることが多い。

## 質量センサー
QCM-Dを質量センサーとして作動させる場合、主にセンサー表面への多様な分子の吸着/脱離や結合速度論の研究に使用される。表面プラズモン共鳴（SPR）分光法、偏光解析法、二面偏波式干渉法などの光学技術とは対照的に、QCMは吸着した膜の質量を測定するため、膜に閉じ込められた溶媒まで質量に含まれる。したがって、QCMが測定した「共鳴上の厚み」と他の光学技術が測定した「光学上の厚み」を比較することで、膜の周囲液体中での膨張度を推定することが可能となる。QCM-DとMP-SPRで測定した乾燥および湿潤質量の違いは、高度に水分を含む層ではとりわけ顕著であると報告されている。
試料の柔らかさはさまざまなパラメータの影響を受けるため、QCM-Dは表面と分子間の相互作用だけでなく、分子同士の相互作用を研究するためにも有用である。QCM-Dは、生体材料、細胞接着、創薬、材料科学、生物物理学の分野で広く使用されている。その他の典型的な用途として、粘弾性薄膜、堆積した巨大分子の構造変化、高分子電解質多層膜の形成、薄膜・塗装の劣化や腐食に対する特性評価に使用される。

## 参照
1. ↑  “Method for Determining the Viscoelastic Properties of Dilute Polymer Solutions at Audio-Frequencies”. Journal of Applied Physics 25 (10):  1312–1320. (1954). Bibcode: 1954JAP....25.1312S. doi:10.1063/1.1721552.
2. ↑  “Resonance Emat system for acoustoelastic stress measurement in sheet metals”. Review of Scientific Instruments 64 (11):  3198–3205. (1993). Bibcode: 1993RScI...64.3198H. doi:10.1063/1.1144328. hdl:11094/3191.
3. ↑  “A simple setup to simultaneously measure the resonant frequency and the absolute dissipation factor of a quartz crystal microbalance”. Review of Scientific Instruments 67 (9):  3238–3241. (1998-06-04). Bibcode: 1996RScI...67.3238R. doi:10.1063/1.1147494.
4. ↑  “Studies of Viscoelasticity with the QCM”. Piezoelectric Sensors. Springer Series on Chemical Sensors and Biosensors. 5. Berlin / Heidelberg: Springer-Verlag. (2007) (2006-09-08発行). pp. 49–109. doi:10.1007/5346_024. ISBN 978-3-540-36567-9. ISSN 1612-7617
5. ↑  “Viscoelastic, mechanical, and dielectric measurements on complex samples with the quartz crystal microbalance”. Physical Chemistry Chemical Physics 10 (31):  4516–4534. (2008). Bibcode: 2008PCCP...10.4516J. doi:10.1039/b803960g. PMID 18665301.
6. ↑  “Adsorption of pNIPAM layers on hydrophobic gold surfaces, measured in situ by QCM and SPR”. Langmuir 19 (17):  6837–6844. (2003). doi:10.1021/la034281a.
7. ↑  “Effect of Molecular Architecture of PDMAEMA–POEGMA Random and Block Copolymers on Their Adsorption on Regenerated and Anionic Nanocelluloses and Evidence of Interfacial Water Expulsion”. The Journal of Physical Chemistry B 119 (49):  15275–15286. (10 December 2015). doi:10.1021/acs.jpcb.5b07628. PMID 26560798.
8. ↑  “Triggering Protein Adsorption on Tailored Cationic Cellulose Surfaces”. Biomacromolecules 15 (11):  3931–3941. (10 November 2014). doi:10.1021/bm500997s. PMID 25233035.
9. ↑  Emilsson (15 April 2015). “Strongly Stretched Protein Resistant Poly(ethylene glycol) Brushes Prepared by Grafting-To”. ACS Applied Materials & Interfaces 7 (14):  7505–7515. doi:10.1021/acsami.5b01590. PMID 25812004.